# Die Kassierer
Die Kassierer est un groupe de punk rock allemand, originaire de Bochum-Wattenscheid, en Rhénanie-du-Nord-Westphalie.

## Biographie
Le groupe est formé en 1985 par Wolfgang « Wölfi » Wendland, Mitch Maestro, et Volker Kampfgarten (Volker Wendland).
En 1997 sort l'album Taubenvergiften, qui est félicité par la presse spécialisée. Deux ans plus tard sort l'album Musik für beide Ohren en 2000, suivi par Männer, Bomben, Satelliten en 2003. L'année 2005 célèbre la 20e année d'existence du groupe avec le sampler hommage intitulé Kunst! dans lequel plusieurs groupes tels que Donots, Hennes Bender, Mambo Kurt, Gunter Gabriel, Die Lokalmatadore, Emscherkurve 77, Brigade S. et artistes comme Bela B. et Rodrigo González de Die Ärzte (2 Fickende Hunde) reprennent les chansons de Die Kassierer. En 2010 sort l'album Physik.
En janvier 2015, ils jouent une opérette punk en direct intitulée Häuptling Abendwind und Die Kassierer,,. Le 20 novembre 2015 une pétition circule sur openPetition pour la participation de Die Kassierer à l'Eurovision Song Contest 2016. La chanson thème Der Putsch (WDR, 2016) est diffusée en 2016 à la radio.

## Style musical
Le groupe écrit des chansons provocantes et en même temps ridicules qui sont en lien avec l'attitude du chanteur Wolfgang Wendland, le chef du Pogo-Partei, autrefois appelé Anarchistische Pogo-Partei Deutschlands, un parti qui prône l'anarchie et la balkanisation de l'Allemagne en ridiculisant la société. Ainsi, les sujets les plus populaires dans les chansons du groupe sont l'alcoolisme (Besoffen sein, Wenn das Wasser der Ruhr... blondes Pils wär), le sexe (Großes Glied, Rudelfick im Altersheim), ainsi que les régions en Allemagne (Sauerlandlied) ou des personnes locales populaires (Der Harn von Rudi Carell, Ich onaniere in den kopflosen Rumpf von Uwe Seeler). Les sujets des chansons sont souvent soutenus par des gestes pervers durant les concerts du groupe, durant lesquels les membres, souvent saouls, se déshabillent et urinent sur la scène et sur les auditeurs.
C'est pour ces raisons que la justice et les médias en Allemagne ont à plusieurs reprises essayé d'interdire ou de mettre à l'index certaines chansons du groupe, mais en vain, car la musique du groupe est juridiquement reconnue comme un « art », car le groupe travaille avec les éléments de satire et de critique sociale. Die Kassierer sont non seulement populaires dans la scène du punk allemand, ce qui se manifeste entre autres sur l'album Kunst - 19 Künstler und sie selber spielen Lieder der Kassierer, sur lequel plusieurs groupes allemands, entre autres les Donots ou des musiciens du groupe Die Ärzte, réinterprètent des chansons du groupe, mais aussi dans une partie de la scène de métal de l'Allemagne. Ainsi, Wolfgang Wendland participe souvent aux DVD du magazine Metal Hammer, et le groupe a également déjà participé à des festivals comme le With Full Force.

## Discographie

### Albums studio
- 1989 : Sanfte Strukturen
- 1993 : Der heilige Geist greift an
- 1996 : Habe Brille
- 1997 : Taubenvergiften (album de reprises)
- 1999 : Musik für beide Ohren
- 2003 : Männer, Bomben, Satelliten
- 2010 : Physik

### Compilations
- 1995 : Goldene Hits (teilweise in Englisch)
- 1998 : The Gentlemen of Shit
- 2000 : Jetzt und in Zukunft öfter … (live, vinyle)
- 2015 : Haptisch – Ihre besten Aufnahmen aus 30 Jahren

### Singles
- 1987 : Fit durch Suizid
- 1993 : Live im Okie-Dokie 1985 (live)
- 2006 : Das Schlimmste ist, wenn das Bier alle ist (split-7" avec Too Strong)
- 2016 : Erdrotation
- 2016 : SG Wattenscheid 09 (feat. Lenni)

### Samplers
- 2005 : Kunst! 20 Jahre Die Kassierer

## Membres
- Wolfgang Wendland - chant
- Mitch Maestro - basse
- Volker Kampfgarten - batterie, guitare jazz
- Nikolaj Sonnenscheiße - guitare, chant